# Synthliboramphus scrippsi
El mérgulo de Scripps (Synthliboramphus scrippsi) es una especie de ave caradriforme de la familia Alcidae encontrada en el sistema de la corriente de California en el océano Pacífico. Se reproduce en las islas frente a California y México. Está amenazado por introducción de depredadores en sus colonias de cría y por los derrames de petróleo.
Esta especie y el mérgulo californiano aliclaro (Synthliboramphus hypoleucus) se consideraron conespecíficas hasta 2012. Ahora las dos especies se consideran distintas basado en la falta de evidencia de cruzamiento en una colonia de anidación compartida en las islas de San Benito, diferencias en el patrón facial y la forma del pico, y las diferencias en las vocalizaciones  y genética.